# Philip Glass
Philip Glass (Baltimore, 31. siječnja 1937.), američki skladatelj i pijanist, jedan od najutjecajnijih skladatelja druge polovice dvadesetog stoljeća. Glassov opus, koji karakteriziraju ponavljajuće glazbene fraze i pomicanje glazbenih slojeva, povezuje se s glazbom minimalizma. Philip Glass sam sebe opisuje kao skladatelja "glazbe ponavljajućih struktura" čijem je razvoju stilski pridonio.
Osnovao je glazbenu skupinu Philip Glass Ensemble s kojom još uvijek nastupa svirajući klavijature. Napisao je mnoge opere, djela za glazbeni teatar, dvanaest simfonija, jedanaest koncerata, osam gudačkih kvarteta te skladao filmsku i komornu glazbu. Tri puta je nominiran za Oscara.

## Vanjske poveznice

### Sestrinski projekti
|  | Zajednički poslužitelj ima još gradiva o temi Philip Glass |

### Mrežna mjesta
- LZMK / Hrvatska enciklopedija: Glass, Philip
- LZMK / Proleksis enciklopedija: Glass, Philip